# ハチ公物語
『ハチ公物語』は、1987年に公開された映画作品。
忠犬ハチ公の生涯を、実話に基づき創作を加えて描いた。

## スタッフ
- 製作者 - 奥山和由
- 原作・脚本 - 新藤兼人
- 監督 - 神山征二郎
- 音楽 - 林哲司
- オーケストレーション - 中西俊博
- 主題歌 - 林哲司「ガラスの観覧車」（作詞 - 売野雅勇）
- 撮影 - 姫田真佐久
- 美術 - 西岡善信、藤原和彦
- 録音 - 紅谷愃一
- 照明 - 佐藤幸郎
- 編集 - 近藤光雄
- 助監督 - 中島俊彦
- ドッグトレーナー - 宮忠臣
- 犬担当助監督 - 金佑彦
- 効果 - 小島良雄
- MA - にっかつスタジオセンター
- 現像 - 東京現像所
- 協力 - 忠犬ハチ公銅像維持会
- プロデューサー - 鍋島寿夫、進藤淳一
- 製作協力 - ライトヴィジョン

## 出演
- 上野秀次郎 - 仲代達矢
- 上野静子 - 八千草薫
- 森山積 - 柳葉敏郎
- 上野千鶴子 - 石野真子
- 煙草屋の内儀さん - 浦辺粂子
- 尾形才吉 - 尾美としのり
- お吉 - 春川ますみ
- 留さん - 山城新伍
- 芹沢道郎 - 山本圭
- 橋本八百蔵 - 殿山泰司
- 近藤梅蔵 - 加藤嘉
- 前川 - 井川比佐志
- 間瀬課長 - 高橋長英
- 町田巡査 - 石倉三郎
- 焼鳥屋の客 - 岸部四郎
- 女中・およし - 片桐はいり
- 旅館の主人 - 三木のり平
- 旅館のおかみ - 菅井きん
- たみ子 - 加藤登紀子
- 安井小荷物係 - 泉谷しげる
- 菊さん - 長門裕之
- 古川駅長 - 田村高廣
- 樋浦勉
- 原知佐子
- 黒田アーサー
- 野口ふみえ
- 田山真美子
- 及川以造
- 獅子てんや・瀬戸わんや
- 高崎隆二
- 中瀬博文

## 製作

### 企画
松竹の奥山和由プロデューサーは、1984年の『海燕ジョーの奇跡』で、実質第一作といえるほど満足がいく作品が出来たと自負し、業界人を集めておもてなしを含めた記者会見をやった。その席で「作品の内容と興行というものがやっと両輪が回るようになった」などと少し調子に乗って演説をぶっていたら、記者の一人に「奥山さん、『南極物語』の数字がいくらか知ってるんですか?『海燕』ぐらいの数字じゃヒットプロデューサーとは言えないんじゃないですか?」と言われた。公然の場で赤っ恥をかかされ、腹を立てた奥山は「あの映画の数字が化けた最大の要因は、タロとジロのかわいさ、それと大量の無料テレビスポットです。数年前の『キタキツネ物語』の手法の拡大版ですよ。言ってみれば動物モノのジャンルです」と言い返した。すると記者連中に「この若造、数字をあげてから言えよ」「松竹カラーを無視している」「なぜ外の監督ばかり使うんだ」などと集中砲火を浴びた。これ以降、「ヒットメーカー」という言葉が強迫観念のように襲いかかり、「ならこっちも犬で当ててやる。どうせ犬だろとは言わせないぞ」と、それで犬の題材を探した。ある日、渋谷を歩いていたら、早慶戦の後で、酔っぱらった慶応の学生が忠犬ハチ公像の上にまたがり、警官と揉めていて、警官が「ハチ公の上に乗っかるな！」と怒鳴ったら学生が「ハチ公は国民のものであってあんたのものじゃないぞ！」と言った。それを聞いた途端、「ハチ公だ！国民映画だ！」と閃いた。

### 製作決定まで
松竹社内で企画を提出したら、最初は偉い人（奥山融）から「古い」と言われて即却下された。するとフジテレビジョンが東宝と組んで作った『子猫物語』が大当たり。「猫の次はまた犬だろ」と再度企画を出したら今度は「東宝が猫で松竹は犬か！そう言われたら沽券にかかわる。駄目だ」と反対された。再々度「ぬいぐるみなどのキャラクターグッズで、マーチャンダイジングが出来る」と具体的に数字を挙げて説明したら、ある役員が「この間、銀座の女に話したら『古いわよ』と言った」と発言し、これが支持されまたまたまた却下された。これは松竹では何度企画を提出しても無理だろうと判断し、ならば外部作品の形で作ろうと考え、東映で出来ないかと、岡田茂東映社長に話を持ち込んだ。奥山は学生時代は岡田の作る"不良性感度"映画ばかり観ていて、もともと東映入社を希望していて、いつか岡田のもとで仕事がしたいと考えていた。岡田に企画を話すと「面白い。プロデューサーっていうものがどういう人間がなるべきかということを、ワシほど知っとるもんはおらん。承知した」と言われてビックリ仰天。岡田から「東映でやったら松竹も立場がないやろうから。ただ東急がやるということなら、東急は松竹の株主でもあるから文句は言えんわな。その場合お前、ウチに来るんか?」「はい！雇ってもらえるんなら東映に移籍させて下さい！」などのやりとりがあり、「東映でやってもええが、これは順序がある。まず五島昇さんや。五島さんのところへ先に行けや」と、その場で日本百貨店協会会長をやっていた三浦守に電話して「あんたが五島さんに会わせてやってくれ。こいつは面白いから協力してやってくれや。こいつは松竹の人間ではあるから、松竹に一度仁義を通させんとな。松竹がやらんと言ったら東映でやるということを担保に、五島さんに伝えてくれ」と話してくれた。五島は松竹の大株主でもあり、日本商工会議所会頭を務める“財界のドン”。五島と岡田とは兄弟分の間柄。岡田は東急レクリエーション（以下、東急レク）の社長も兼務していた。
翌日三浦に会ったら、これが岡田に勝るとも劣らないヤクザ風で、これが瀬島龍三、永野重雄、五島昇、岡田茂らに繋がる戦中戦後のレジェンドたちかと感心しつつ、五島に会うと五島は当時既に病床に伏していた。薄暗い部屋に連れて行かれ、「企画の説明をした方がいいですか?」と三浦に聞いたら「いや色々お力添えよろしくお願いします」とそれだけでいいと言われた。薄暗い部屋に横たわる五島は迫力満点で、「私には巨万の富がある。その金を全部払って、君の若さをもらえるとしたら私はその交渉に応じる」と言われた。
奥山はどん底に沈む映画産業が自信を取り戻すには、圧倒的な企業グループを参入させる、自分が「次の映画界」の覇権を握るには、その扉を開けられるかが鍵と考えた。ちょうどカルガモ一家の皇居の濠への引っ越しのニュースが流れ、「三井物産の前です」と伝えたことから、東急グループと合わせて三井物産まで映画製作に参加させたら、映画界は変るだろうと考え、再び岡田に頼みに行った。すると「松竹に仁義を切れ。『松竹がやらないならそれは結論ですね』と念を押してこい。八尋さん（八尋俊邦三井物産会長）なら電話一本で頼める間柄や」と言われた。東急グループと三井物産の製作参加を聞いて松竹は「ウチに戻します」と手のひら返しで最後に出資を決定、却下した経緯から松竹の子会社・松竹富士の配給という形で落ち着いた。『ハチ公物語』は異業種が映画ビジネスに算入した初の邦画といわれる。
岡田は1980年4月のスポーツニッポン連載『映画再編成の内幕』で「映画産業はいってみれば独占企業。三井や三菱、トヨタ、日産といえども手出しは出来ない。映画は文化産業としても社会的な責任がある。映画人はスペシャリストとして胸を張って仕事をすべきだ」と話していたが、映連会長として業界トップの立場から、映画門外漢の角川春樹や鹿内春雄らにも映画界への門戸を開放し、本作に於いて、映画産業とは全く関係のない大企業の参入を容認した。

### 脚本&撮影
製作費は当初、4億5,000万から5億円が予想されたが、美術の西岡善信が渋谷駅のオープンセットなどの予算を安く上げて製作費を圧縮した。当時の写真や駅の設計図により、昭和初期の渋谷駅とその周辺を再現し、公開当時の日本映画としては稀にみる大がかりなセットを組んだ。昭和初期の渋谷は都心と違って駅前通りさえ舗装されておらず、砂利道で、駅からちょっと行けばすぐ住宅街だった。今なら夕方のラッシュ時刻に犬が駅まで歩いて行こうものなら、簡単に車に轢きころされるであろうが、当時の渋谷は大きなビルもなく、個人商店が軒を並べるのんびりした街だった。
監督にはヒューマニズム溢れる映画作りを得意とする神山征二郎に、ハチ公と温かい関係を築く先生には仲代達矢、その妻に八千草薫など、理想のキャスティングも組め、もうこれで安泰だろうと考えていたら、途中で奥山に八千草が相談したいことがあると言って来た。八千草から「神山監督がハチが演技しないと蹴とばすのよ。ハチがかわいそう」と伝えられた。神山に問い質したら神山は「仲代さんや八千草さんのような一流俳優さんが汗をかきながら芝居しているのに、ハチが言うことを聞かない時、頭にきて蹴った」と素直に認めた。「それは忍の一字でこらえて下さい」と頼んだが、オールラッシュを観た時、犬がちゃんと芝居をしていないことが画面に出ていた。

### ポストプロダクション
何とか編集で繋いで完成はしたが、犬の表情に説得力がなく、観客は犬を観に来ているのにこれではお客を満足させられないと判断した。それで奥山は神山監督にポストプロダクションは自分にやらせて下さいと頼んだ。イマジカなどと相談したらやり直すと3,500万円かかると判明。解決策はなく、また岡田に相談に行ったら、岡田から「簡単や。そんなの宣伝費っていうことにして使ったらええ。映画なんて要は当たれば誰も文句は言わん。当たる自信があったらやったらええ。けど当たる自信がなくてやったら、アンタの負担やで」と言われた。「絶対当たる自信があります！」と訴えたら、岡田が「俺が松竹に言ってやる」と言ってくれ、松竹からお金を引き出すことが出来た。ハチが写っている映像素材を全て集めて奥山が編集を全てやり直し、以降奥山がプロデュースした神山監督作品 『遠き落日』から『ラストゲーム 最後の早慶戦』まで全て編集は奥山がやったという。

## 宣伝
出来上がった完成作の試写は本来、最初に松竹でやらないといけないが、奥山は何が何でも岡田に最初に観て欲しいと考えた。松竹も岡田が相手なら文句は言えないことは分かっていたため、東映本社の最上階の社長用の試写室で2人で試写を観た。終了後、岡田が「奥山くん、やったな。これは化けるで」と言ってくれた。「松竹の作った『ハチ公物語』を観て、岡田茂がこれは当たると言った」という話は映画業界全体にすぐに広まり、宣伝費の増額が決まった。また岡田のお墨付きを得たため、以降の宣伝では松竹で誰も口を出す者もいなくなり、会議もなしで奥山の意見が全て通ったという。
奥山と岡田の交流はその後も続き、用事がなくても奥山は東映本社に岡田によく会いに行き、2〜3時間だべった。岡田から「宣伝展開をどう考えているんだ?」と聞かれたため「東急の各駅の改札口にハチ公のぬいぐるみを置いて、毎日エンドレステープで『行ってらっしゃい』『お帰りなさい』と流してもらい、乗客に刷り込めないでしょうか」と言ったら、さっそく岡田が東急電鉄に連絡してくれ、これも実現させた。大きな組織を動かすプロデューサーの醍醐味に感心したという。
東映は岡田の関係で、映画のヒットを祈願としてよく財界人を集めたパーティを開催していたが、松竹は開催した実績が無く、この種のパーティーを初めて開いた。「『ハチ公物語』を成功させる会」は1987年4月7日に銀座東急ホテルで、東急グループ、三井物産、松竹グループの共催で、各映画会社トップも顔を揃え、300人以上が集まり盛大な会となった。松竹は不振続きで、初めて大企業が付いた本作で大きな弾みを付け、浮上の切っ掛けにしたいと気合が入った。
奥山は「岡田さんのおかげで映画界全体に有無を言わせぬ体制が取れた。そこで
初めて異業種の参加があり、電鉄のアナログメディア戦略もあり、初めて確実な達成感を得られた。岡田さんがいなければ『ハチ公物語』は成立しなかったし、当てることも難しかったと思います」などと述べている。

## 興行
奥山は渋谷で看板が一番大きかった渋谷パンテオンでも掛けられないか希望した。奥山は映画の看板が好きで渋谷の渡り廊下から1日中、パンテオンの看板を眺めていたこともあるくらいで、全館『E.T.』だった強い印象が残っていた。『ハチ公物語』はパンテオンでの上映も決まったが、老若男女向けで夏休みにやらないと意味がないと考えていたのに、松竹は『ビー・バップ・ハイスクール』で人気を得た仲村トオル主演の『新宿純愛物語』（東映洋画）の夏休み興行を支持し、パンテオンでの上映は秋になった。パンテオンは、東急レク、東映洋画、松竹の3社で組むSTチェーンのチェーンマスターで、上映プログラムはこの3社の話し合いで決められていた。『新宿純愛物語』が中山美穂降板の影響で8週間予定が、2週間で打ち切られ、『ハチ公物語』の上映が夏休みに繰り上がり、前売り券がどっと売れ、東急文化会館は映画館4館を全て『ハチ公物語』のために開け、都内最大級のキャパでの夏休み上映で、大ヒットに寄与した。

## 作品の評価

### 興行成績
興行収入では50億円、配給収入では20億円に達し、この年の邦画興行成績でトップとなり、松竹作品としては1977年の『八つ墓村』を凌ぐ歴代最大のヒット作となった。奥山は初めて「ヒットメーカー」になった。岡田から「みんなが反対して一人でその反対をかき分けて作ってもな。当たったら大反対したやつに限って『俺が頑張った』と言い出すからな。それを許さんためには間髪入れずにヒットパーティーを開くとええよ」とアドバイスされ、前売り券の売上げからヒットは確実と分かったため、すぐに準備し、封切一週間後に銀座東急ホテルで、大ヒット御礼パーティ―を開いた。冒頭の挨拶を岡田に頼んだら、普通他社の社長に頼むことは有り得ないため、断るのかと思いきや、岡田は「ええよ」と答え、30分話をした。するとそれまでの製作の一部始終をぶちまけて話し、岡田を止めることは誰にも出来ずで、映画を作ることの神髄から、映画プロデューサーとは何か、本来のプロデューサーという、映画を作るマインドを語り、奥山は感銘を受けたという。奥山はこれまで幼稚な映画作りをしてきたが、本作により、映画プロデューサーの仕事を具体的に学んだと話している。

## エピソード
- 奥山は松竹の体質は好きになれなかったが、プロデューサーとして最も権威ある藤本賞を史上最年少で受賞し、全国興行生活衛生同業組合連合会のマネーメイキング賞など他方面から多くの賞を得た。またハリウッドからジェネシス賞という動物愛護に貢献した映画やテレビに与えられる賞の招待の連絡が来た[1]。「そんな賞知らねえわ」と欠席の連絡を入れようとしたら、授賞式の詳細が届いて、司会がテリー・サバラスで、プレゼンターがベリンダ・カーライル、アニメーション部門がディズニーで、音楽部門はマイケル・ジャクソンだと書かれている。マイケルはバブルス君を溺愛していることが評価の対象という。マイケルは出席すると回答を得て、マイケル・ジャクソンと並んでの受賞なんて一生に一度しかないだろうとスケジュールを調整して無理やり渡米し、授賞式に出席した[1]。しかしマイケルは当日になって欠席し、バブルス君と一緒に受賞した。スピーチでは適当な英語で「マイケル・ジャクソンに会いたかったのに代理がありなら、今度は恐竜の映画を作るつもりなので、是非また呼んで下さい。代理で恐竜を派遣します」と言ったら、それまでノーリアクションだった会場がやんややんやの大喝采で、スタンディングオベーションになったという[1]。

## リメイク映画
2009年、アメリカ合衆国にてリチャード・ギア主演によるリメイク版が制作され、『HACHI 約束の犬』の邦題で公開された。
2023年、中国で『忠犬八公』としてリメイクされた。

## 『伝説の秋田犬 ハチ』
『伝説の秋田犬 ハチ』（でんせつのあきたけんハチ）は、2006年1月10日に放送された日本の単発ドラマである。日本テレビ系列の2時間ドラマ枠「ドラマ・コンプレックス」にて放送されたテレビドラマ。新藤兼人自身が『ハチ公物語』のシナリオをテレビドラマ用に大幅に変更している。エンドロールに、協力者として奥山和由・松竹の両者の名前があった。

### スタッフ
- 原作・脚本 - 新藤兼人
- 監督 - 吉川一義
- 挿入曲 - DEPAPEPE「きっとまたいつか」
- 選曲・編曲 - 吉川清之
- プロデュース - 金田和樹、石坂久美男、里中哲夫、佐藤敦
- 製作協力 - 近代映画協会
- 製作著作 - 日本テレビ

### 出演
- 上野静子 - 泉ピン子
- 上野秀次郎 - 松方弘樹
- 上野千鶴子 - 乙葉
- 尾形才吉 - ドロンズ石本
- お吉 - 水町レイコ
- 森山績 - 西川忠志
- 留さん（焼鳥屋） - 山本圭壱（極楽とんぼ）
  - 娘・正子 - 工藤あかり、近内里緒
  - 妻・君枝 - 中島ひろ子
- 芹沢教授 - 河西健司
- 菊さん（植木屋） - 徳井優
  - 妻・お好 - 駒塚由衣
- 八百蔵 - 大門伍朗
  - 妻・お好 - 元井須美子
- 多やん（おでん屋） - ほんこん
- 三郎（ホルモン屋） - 蟹江一平
- 柿田久蔵 - 剛たつひと
- 柿田の妻 - 曽川留三子
- 駅長 - うえだ峻

### エピソード
2019年3月23日放送の『月曜から夜ふかし』特別版「平成のテレビ問題大清算スペシャル」にて、マツコ・デラックスがもう一度見たいテレビ番組という触れ込みで本作が紹介された。ハチが渋谷駅前で息を引き取るラストシーンに、「ドラマ・コンプレックス」主題歌としてマドンナの『コンフェッションズ・オン・ア・ダンスフロア』収録曲「ハウ・ハイ（How High）」が流れたことを取り上げ、その感動的なシーンと激しい楽曲との違和感から大きな話題を呼んだ。
その後、他局のTBSではあるものの同じくマツコ・デラックスによって、2025年5月22日放送の『週刊さんまとマツコ特大号』にて、本作でヒロインを演じた泉ピン子の自宅で本人を前に再び紹介され、ラストシーンとエンドロールで流れるマドンナのギャップを、さんま・飯尾を交えて4人で視聴した。

## 漫画
公開当時に発売された『別冊コロコロコミックスペシャル』第17号にて、さいとうはるおによる本作のコミカライズ読み切りが執筆されている。さいとうはこの作品以降、ハチという名の様々な犬たちを主役にした読み切りを同雑誌に多数執筆している。
その他、あすかあきおによるコミカライズ版も単行本書下ろしで世界文化社より刊行されている。